# Décès en 980
Décès
- 976
- 977
- 978
- 979
- 980
- 981
- 982
- 983
- 984

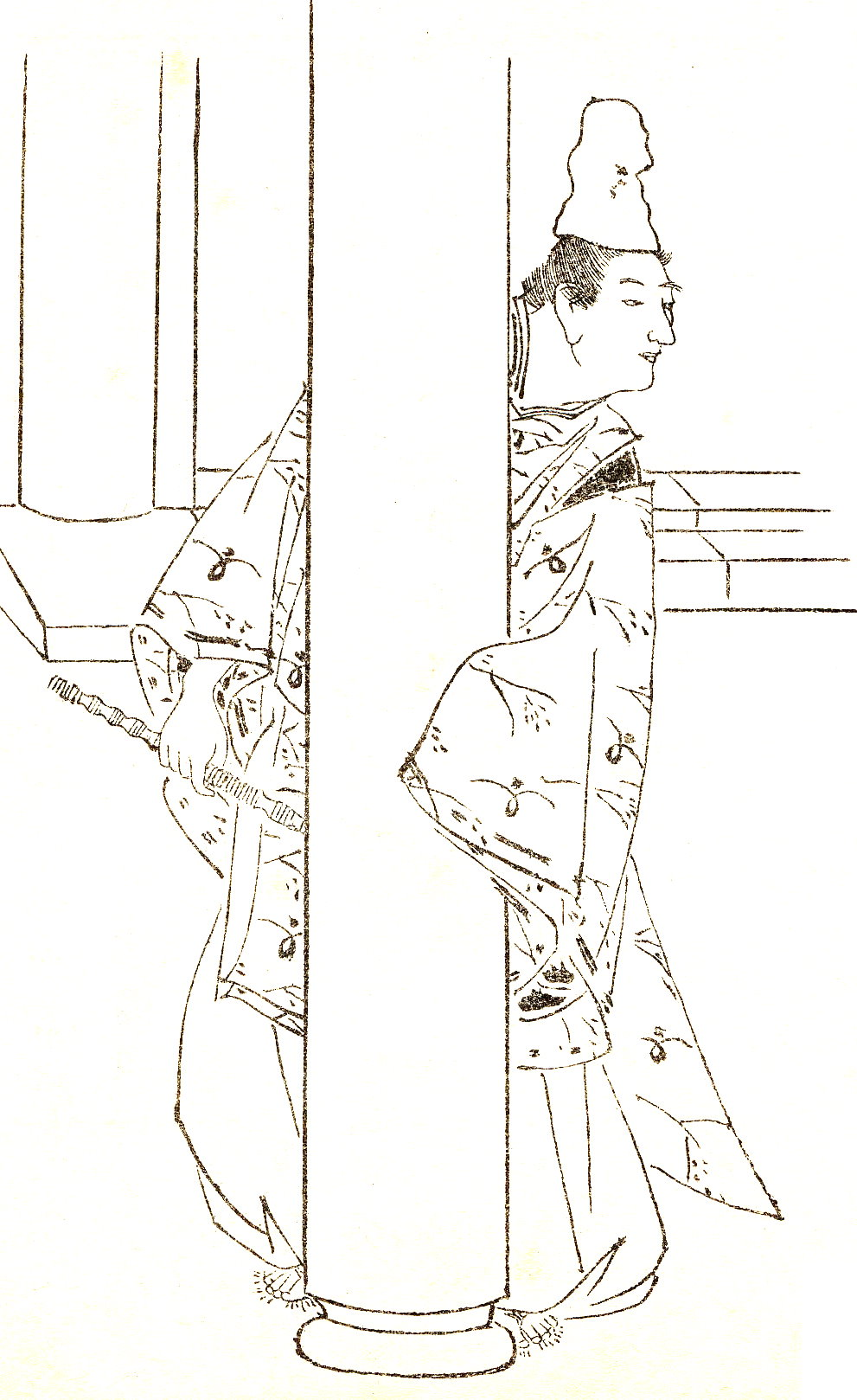
Minamoto no Hiromasa, mort en 980.

Cette page dresse une liste de personnalités mortes au cours de l'année 980 :
- 28 septembre : Minamoto no Hiromasa (en), noble et musicien de Gagaku.

- Domnall mac Muircheartach, roi d’Ailech et Ard ri Érenn.
- Iaropolk Ier, fils aîné du grand-prince Sviatoslav Ier, assassiné par les mercenaires de son frère,Vladimir Ier.
- Juran, peintre chinois.
- Théodose III, roi d'Abkhazie.
- Abū Manṣūr al-Azharī, lexicographe persan.

date incertaine (vers 980)
- Widukind de Corvey, chroniqueur saxon, moine à l'abbaye de Corvey, sur la Weser.

## Crédit d'auteurs
- Cet article est partiellement ou en totalité issu de l'article intitulé « 980 » (voir la liste des auteurs).